# Nacaduba bimaculosa
Nacaduba bimaculosa är en fjärilsart som beskrevs av Lambertus Johannes Toxopeus 1929. Nacaduba bimaculosa ingår i släktet Nacaduba och familjen juvelvingar. Inga underarter finns listade i Catalogue of Life.